# إغلن
اغلن (بالألمانية: Egeln) هي بلدة ألمانية تقع في ألمانيا في ساكسونيا أنهالت. يقدر عدد سكانها بـ 3,939 نسمة .

## المدن التوأمة
مدن روتن، Mûrs-Erigné وBzenec هي مدن توأمة لـاغلن.

## أعلام
- روث فوكس